# Ан Монморанси
Ан Монморанси (фр. Anne duc De Montmorency, 12. новембра 1493-15. марта 1567) био је маршал Француске, који се истакао у италијанским и хугенотским ратовима.

## Војна служба
У италијанским ратовима командовао је 1536. француским снагама у Прованси, а 1548. био је на челу казнене експедиције која је угушила устанак у Гијени. Учествовао је у освајању Меца 1552, а 1557. претрпео је пораз и заробљен је при покушају деблокаде Сен Кантена. У хугенотским ратовима командовао је католичком војском у биткама код Дреа (1562) и Сен Денија (1567), где је смртно рањен.